# Dovregubben
Dovregubben er en skikkelse i Henrik Ibsens dramatiske digt Peer Gynt fra 1867 inspireret af norsk folkedigtning. Dovregubben bliver i 2. akt af Peer Gynt fremstillet som en mægtig troldkonge og et familieoverhoved som bor med sit hof af underjordiske væsener i «Dovregubbens Hall» i «Ronden». Hovedpersonen Peer Gynt møder i 5. akt Dovregubben som en gammel, udplyndret omstrejfer.